# Municipio de Adrian (Dakota del Sur)
El municipio de Adrian (en inglés: Adrian Township) es un municipio ubicado en el condado de Edmunds en el estado estadounidense de Dakota del Sur. En el año 2010 tenía una población de 14 habitantes y una densidad poblacional de 0,15 personas por km².

## Geografía
El municipio de Adrian se encuentra ubicado en las coordenadas 45°33′9″N 99°8′6″O / 45.55250, -99.13500. Según la Oficina del Censo de los Estados Unidos, el municipio tiene una superficie total de 92.28 km², de la cual 90,91 km² corresponden a tierra firme y (1,48 %) 1,36 km² es agua.

## Demografía
Según el censo de 2010, había 14 personas residiendo en el municipio de Adrian. La densidad de población era de 0,15 hab./km². De los 14 habitantes, el municipio de Adrian estaba compuesto por el 100 % blancos. Del total de la población el 0 % eran hispanos o latinos de cualquier raza.